# Jordan Kirby-Polidore
Jordan Kirby-Polidore (ur. 26 stycznia 1993) – brytyjski lekkoatleta specjalizujący się w biegach sprinterskich.
W 2011 podczas mistrzostw Europy juniorów pobiegł w eliminacjach biegu rozstawnego 4 x 100 metrów, w którym w finale Brytyjczycy zdobyli srebrny medal. 
Rekordy życiowe: bieg na 200 metrów – 21,09 (13 sierpnia 2011, Manchester). 